# Nizozemska ženska softbolska reprezentacija
Nizozemska ženska softbolska reprezentacija predstavlja državu Nizozemsku u športu softbolu.
Krovna organizacija: 

## Sudjelovanja na EP
- Rovereto 1979.: zlatne
- Haarlem 1981.: zlatne
- Parma 1983.: zlatne
- Antwerpen/Anvers 1984.: zlatne
- Antwerpen/Anvers 1986.: srebrne
- Hørsholm 1988.: zlatne
- Genova 1990.: zlatne
- Bussum 1992.: srebrne
- Settimo Torinese 1995.: srebrne
- divizija "A", Prag 1997.: srebrne
- divizija "A", Antwerpen/Anvers 1999.: 4.
- divizija "A", Prag 2001.: brončane
- divizija "A", Caronno, Pertusella-Saronno, Italija 2003.: brončane
- divizija "A", Prag 2005.: brončane
- divizija "A", Amsterdam 2007.: srebrne